# Trimeresurus erythrurus
Trimeresurus erythrurus là một loài rắn trong họ Rắn lục. Loài này được Cantor mô tả khoa học đầu tiên năm 1839.
Loài này được tìm thấy ở Nam Á và Myanmar. Hiện không có phân loài nào được công nhận. Con đực phát triển đến tổng chiều dài tối đa 575 mm, trong đó đuôi dài 120 mm. Con cái đạt tổng chiều dài tối đa là 1.045 mm, với chiều dài đuôi là 165 mm.

## Hình ảnh

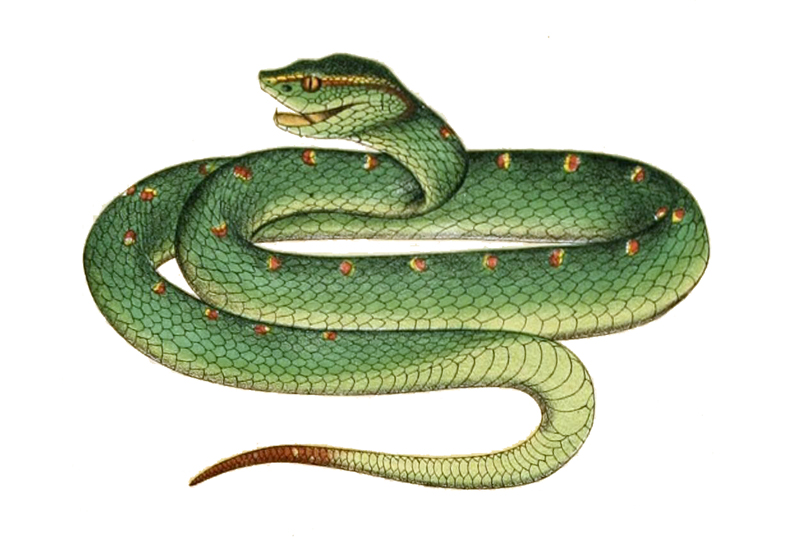
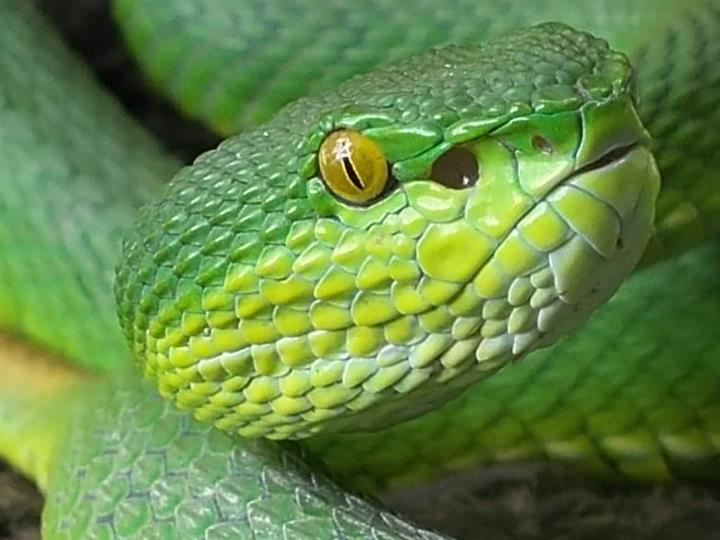
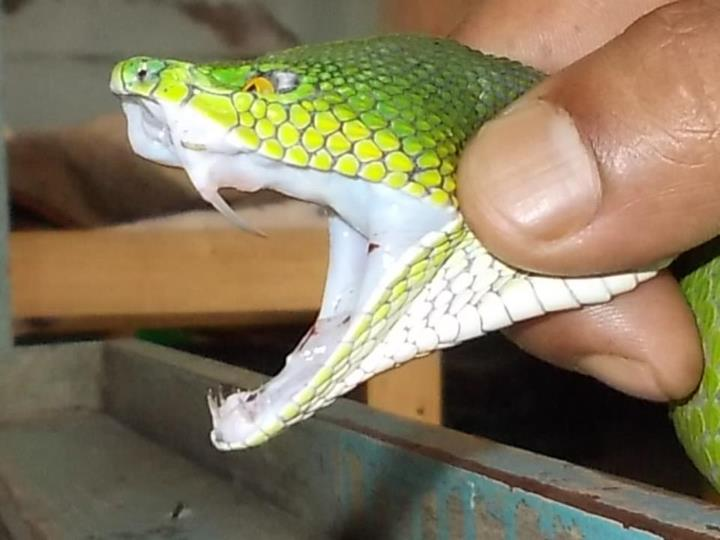
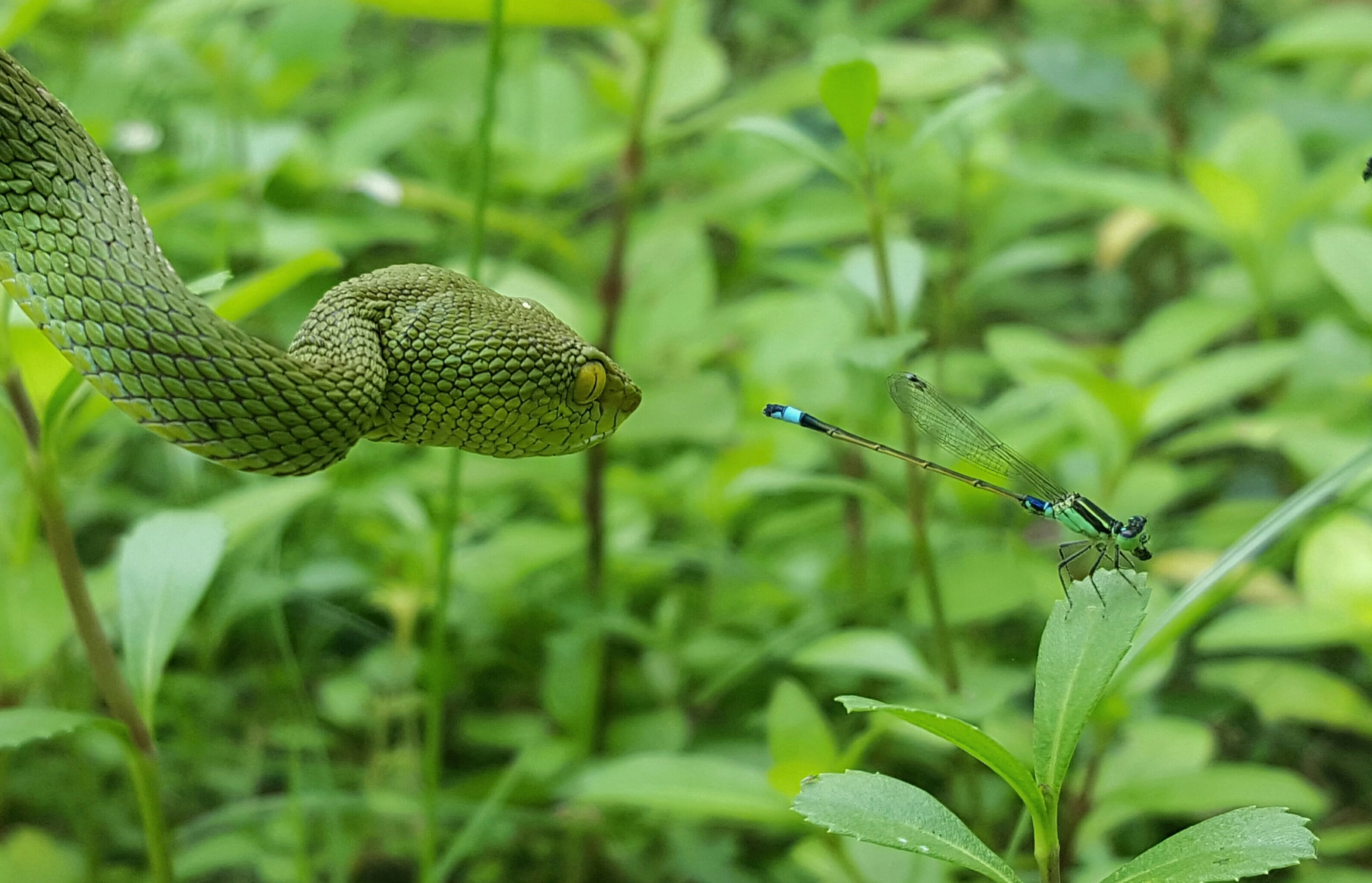

## Phân bố
Loài này được tìm thấy ở miền đông Ấn Độ (Assam, Sikkim), Bangladesh, Myanmar, Bhutan và Nepal. Địa phương điển hình được cung cấp là "Delta Gangeticum" (Đồng bằng sông Hằng, Tây Bengal Bang, miền đông Ấn Độ). Địa phương điển hình do Boulenger (1896) đưa ra là "Đồng bằng sông Hằng".